# Puerto Rico i olympiska vinterspelen 1984
Puerto Rico deltog i olympiska vinterspelen 1984. Puerto Ricos trupp bestod av George Tucker som deltog i rodel, där han slutade på trettionde plats.